# Droga wojewódzka 905
Die Droga wojewódzka 905 (DW 905) ist eine 19 Kilometer lange Droga wojewódzka (Woiwodschaftsstraße) in der polnischen Woiwodschaft Schlesien, die Herby mit Piasek verbindet. Die Strecke liegt im Powiat Lubliniecki.

## Streckenverlauf
Woiwodschaft Schlesien, Powiat Lubliniecki
-  Herby (Herby) (DK 46)
- Kalina (Kallina)
- Olszyna (Ollschin)
- Zumpy (Sumpen)
-  Boronów (Boronow/Baronow) (DW 907)
- Psary (Psaar)
-  Piasek (Ludwigsthal) (DW 906, DW 908)